# 姐姐來了
《姐姐來了》是安西理晃在竹書房《漫畫人生》雜誌以四格漫畫形式連載的日本漫畫作品，簡體中文電子漫畫版由布卡漫畫代理。在《漫畫人生》2013年12月號封面宣佈了動畫製作決定消息。2014年1月電視動畫開始播放，為泡麵番。

## 故事劇情
水原朋也是個普通的國中生，由於父親突然再婚的關係，家裏來了一個超級戀弟的姐姐水原一香，清純善良的朋也和沒有血緣關係的戀弟狂姐姐，兩人從此在同一屋簷下的同居生活會產生什麼樣的變化。這是圍繞名為水原朋也的少年與姐姐水原一香之間的日常展開。

## 角色介紹
水原朋也（配音：愛美）
本作的主角，13歲的初中生。
因父親再婚而多了一個姐姐水原一香，也為此感到困擾。
經常因為姐姐的親暱而感到害羞。
擅長做點心。
水原一香（配音：長妻樹里）
本作女主角，17歳的女校高中生。
從小時候就希望有個弟弟。
喜歡沒有血緣關係的弟弟，房間裡有很多朋也樣子的玩偶。經常拍他的近照，相冊數量一直增加
藤咲美奈（配音：木戶衣吹）
朋也的同學，暗戀着孝喜，外表純潔可愛，內心極為腹黑高傲。
每次朋也的姐姐一來就會被搶風頭，因而討厭水原一香，也進而不太喜歡水原朋也。但在游泳園感受到了朋也的溫柔，對朋也的感情有了變化。動畫第10話中，表現出暗戀孝喜。
早坂琉璃（配音：南央美）
早坂孝喜的姐姐，喜欢对弟弟各种揉虐过肩摔。
最初誤會藤總一郎是個變態，後來在眾人的解釋下，終於解開誤會。
現在劇情暗示她對望月麻里奈有好感，也一直知道她對藤總一郎的感情。
望月麻里奈（配音：井上麻里奈）
巨乳，曾经因为朋也红脸看了几眼，被一香扇了一击奶光。
雖然看上去很可靠，但是非常少女心和喜歡可愛的東西。
為四分之一的俄羅斯混血兒。喜歡自己的宅男親戚藤總一郎。
花園美鶴（配音：小林優）
朋也的好友兼邻居，略猥琐，喜欢漂亮姐姐们，被一香鉴定为可爱值一般的普通男孩。
成績在全級20名內，運動神經好，唱歌也好聽，但從外表看不出來。
早坂孝喜（配音：富樫美鈴）
成绩优秀，硬汉派，经常被姐姐过肩摔揉虐，而且是个隐藏姐控。
水原夕子（配音：森澤芙美）
水原一香的母親，水原朋也的繼母。
在一次偶遇水原正也後，對他一見鍾情。在跟蹤後發現他在百貨公司的美容院工作和住處，於是經常光顧並在他家前埋伏，然後假裝偶遇。
會教水原一香奇怪的道理。
水原正也（配音：濱田賢二）
水原朋也的父親，一香的繼父。百貨公司的美容院的店長。
藤總一郎（配音：高橋孝治）
麻里奈的親戚，很宅，只是長得帥而已。俄羅斯混血兒。
小時候被經常更「外國人」的人欺負，所以沉迷於漫畫的世界裏，因為沒有人會欺負他。雖然被欺負，但很溫柔，不會欺負人。
朋也媽媽（配音：小林優）
在朋也幼稚園時因病去世。

## 電視動畫

### 製作人員
- 原作：安西理晃「姐姐來了」
- 監督：夕澄慶英
- 角色設計：小田武士
- 色彩設定：最相茂
- 美術監督：篠田邦宏（Studio Daiyo）
- 編輯：柳圭介
- 音響監督：森下廣人（叶音）
- 音樂：羽鳥風畫（studio CHANT）
- 音樂製作：studio CHANT
- 動畫製作人：山田良輔
- 製片人：谷村誠、小原正司、清水洋輔、羽鳥風畫、富澤克博
- 動畫製作：C2C
- 製作：姐姐來了製作委員會

### 主題曲
主題曲「Piece」
作曲、編曲：羽鳥風畫，作詞、主唱：富樫美鈴

### 各話列表
| 話數               | 日文標題 | 中文標題         | 劇本     | 分鏡・演出        | 作畫監督   | 柴犬子情報環節          |
| ------------------ | -------- | ---------------- | -------- | ----------------- | ---------- | ----------------------- |
| 心動♡1             |          | 來了！來了！     | 高橋伸介 | 夕澄慶英          | 小田武士   | 單行本「姐姐來了」      |
| 心動♡2             |          | 來學校了！       | 高橋伸介 | 夕澄慶英          | 小田武士   | 單行本「」              |
| 心動♡3             |          | 姐姐們來了！     | 高橋伸介 | 夕澄慶英          | 小田武士   | 單行本「」              |
| 心動♡4             |          | 硬派的孝喜來了！ | 高橋伸介 | 夕澄慶英          | 西野文那   | 單行本「」              |
| 心動♡5             |          | 泳裝來了！       | 高橋伸介 | 夕澄慶英 赤松康裕 | 小田武士   | 單行本「」              |
| 心動♡6             |          | 帥哥來了！       | 高橋伸介 | 夕澄慶英          | 西野文那   | 單行本「」              |
| 心動♡7             |          | 聖誕節來了！     | 高橋伸介 | 岩本保雄 赤松康裕 | 河野紘一郎 | 單行本「青春甘辛煮」    |
| 心動♡8             |          | 正月來了！       | 高橋伸介 | 岩本保雄 赤松康裕 | 河野紘一郎 | CD「PIECE」             |
| 心動♡9             |          | 情人節快來了！   | 夕澄慶英 | 齋藤德明 赤松康裕 | 西野文那   | 單行本「」              |
| 心動♡10            |          | 情人節來了！     | 夕澄慶英 | 齋藤德明 赤松康裕 | 河野絃一郎 | 單行本「」              |
| 心動♡11            |          | 白色情人節來了！ | 高橋伸介 | 齋藤德明 夕澄慶英 | 小田武士   | 應用程式「」            |
| 心動♡12            |          | 看病來了！       | 夕澄慶英 | 夕澄慶英          | 小田武士   | 「姐姐來了」Blu-ray&DVD |
| 心動♡EX （未放送） |          | 初次的…來了！    | 夕澄慶英 | 夕澄慶英          | 小田武士   | 不適用                  |

### 播放電視台
日本深夜動畫：下文記載的日本国内播放時間使用日本標準時間（UTC+9）表示。因為部分時間标识會採用30小时制，因此請留意这类超过24:00的时间，其實際播放時間為翌日清晨。
| 播放地區 | 播放電視台   | 播放日期              | 播放時間（UTC+9）         | 所屬聯播網 | 備註                      |
| -------- | ------------ | --------------------- | ------------------------- | ---------- | ------------------------- |
| 東京都   | TOKYO MX     | 2014年1月8日－3月26日 | 星期三 27時00分－27時30分 | 獨立UHF局  | 『Anime TV』內的5分鐘節目 |
| 日本全國 | AT-X         | 2014年1月9日－3月27日 | 星期四 9時30分－10時00分  | 衛星電視   | 『Anime TV』內的5分鐘節目 |
| 京都府   | KBS京都      | 2014年1月9日－3月27日 | 星期四 25時35分－25時40分 | 獨立UHF局  |                           |
| 日本全國 | NICONICO動畫 | 2014年1月9日－3月27日 | 星期四 25時35分 更新      | 網路電視   |                           |

## 外部連結
- 竹書房漫畫人生雜誌官方網站（页面存档备份，存于） （日語）
- 「姐姐來了」電視動畫官方網站，存于 （日語）